# たむらぱん
たむらぱん（1980年8月9日 - ）は、日本の女性シンガーソングライター、田村歩美（たむら あゆみ）によるソロプロジェクト。所属レーベルは日本コロムビア。岐阜県高山市国府町出身、岐阜県立斐太高等学校を経て、早稲田大学文学部卒業。身長148cm。

## 人物
2002年より音楽活動を開始。アーティストネームは、名字の「田村」と、フランス語でウサギの意味を持つ単語「lapin（ラパン）」を組み合わせたもの。ライブハウスで活動を行っていたが、2007年よりMySpaceが日本での展開を開始した事を期にMySpace上で活動を開始し、MySpace日本版における初めての日本人シンガーソングライターとして楽曲を発表するようになる。同年、シングル「責めないデイ」「ヘイヨーメイヨー」を2曲同時配信し、メジャーデビュー。
作詞・作曲・編曲に加え、イラスト制作も行う。『フロムエー』とのコラボ企画、shing02のアルバム『歪曲』収録曲「接近」にラップで参加した。「ゼロ」のミュージックビデオへのイラスト提供、tvk『saku saku』との連動企画に参加した。
小学校低学年の頃、台湾で暮らしていた。小学生の時にアマチュア無線の免許を取得した。お笑いコンビ・流れ星のちゅうえいと瀧上伸一郎は、高校の2学年先輩にあたる。

## 略歴
2003年3月に自主盤『たむらぱん』ライブ会場限定で販売。同年12月17日に1stアルバム『ひとりあそび』を発売。
2005年1月12日に1stミニアルバム『人のいろは』を発売。
2007年1月からMySpaceでの活動を開始し、4月4日にインターネット限定アルバム『ハロウ』を発売。6月にはワンマンライブ「ハロウ」を開催。
2008年4月23日にメジャーデビューアルバム『ブタベスト』発売。同年7月23日には1stシングル「ハレーション」を発売した。
2009年6月3日、2ndアルバム『ノウニウノウン』発売。8月にはROCK IN JAPAN FESTIVAL 2009に出演した。9月29日からワンマンライブ「世界パンタム級ツアー」を開催（全5公演）。
2010年12月15日、3rdアルバム『ナクナイ』を発売。
2011年2月12日からワンマンライブ「パンダフルツアー」を開催（全7公演）。
2012年1月18日に4thアルバム『mitaina』を発売し、3月21日からワンマンライブ「“mitaina”ツアー」を東名阪で開催。5月からはアコースティック ワンマンライブツアーを東名阪で開催した。同年10月24日に5thアルバム『wordwide』発売。
2013年12月18日に6thアルバム『love and pain』発売。
2014年2月12日から「TAMURAPAN“love and pain”TOUR」を大阪・愛知・東京で開催。3月26日にはベストアルバム『tamuLAPIN』を発売した。

## ディスコグラフィ

### シングル
|                              | 発売日                       | タイトル                               | 規格品番                     | チャート                     |
| オリコン                     | 発売日                       | タイトル                               | 規格品番                     |                              |
| Columbia Music Entertainment | Columbia Music Entertainment | Columbia Music Entertainment           | Columbia Music Entertainment | Columbia Music Entertainment |
| ---------------------------- | ---------------------------- | -------------------------------------- | ---------------------------- | ---------------------------- |
| -                            | 2007年10月10日               | ヘイヨーメイヨー                       | 配信限定                     | -                            |
| -                            | 2007年11月7日                | お前ぶただな〜送らぬ手紙〜             | 配信限定                     | -                            |
| -                            | 2007年12月5日                | ライ・クア・バード                     | 配信限定                     | -                            |
| -                            | 2007年12月5日                | 回転木馬                               | 配信限定                     | -                            |
| -                            | 2008年1月9日                 | 責めないデイ                           | 配信限定                     | -                            |
| -                            | 2008年1月9日                 | アミリオン                             | 配信限定                     | -                            |
| -                            | 2008年1月23日                | ぶっ飛ばすぞ                           | 配信限定                     | -                            |
| -                            | 2008年2月20日                | へぶん                                 | 配信限定                     | -                            |
| -                            | 2008年3月19日                | ハリウッド                             | 配信限定                     | -                            |
| 1st                          | 2008年7月23日                | ハレーション                           | COCA-60011 (CD)              | 132位                        |
| 2nd                          | 2008年11月12日               | ゼロ                                   | COCA-60031 (CD)              | 67位                         |
| 2nd                          | 2008年11月12日               | ゼロ                                   | COZA-60036 (CD+DVD)          | 67位                         |
| 3rd                          | 2009年3月18日                | ちゃりんこ/ちょうどいいとこにいたい    | COCA-60052 (CD)              | 60位                         |
| -                            | 2009年5月13日                | オオカミ少年ケンのテーマ               | 配信限定                     | -                            |
| 4th                          | 2010年2月10日                | バンブー/マウンテン                    | COCA-16322 (CD)              | 46位                         |
| 5th                          | 2010年7月21日                | SOS                                    | COCA-16401 (CD)              | 37位                         |
| 5th                          | 2010年7月21日                | SOS                                    | COZA-465 (CD+DVD)            | 37位                         |
| 日本コロムビア               |                              |                                        |                              |                              |
| 6th                          | 2010年10月20日               | ラフ                                   | COCA-16424 (CD)              | 28位                         |
| 6th                          | 2010年10月20日               | ラフ                                   | COZA-475 (CD+DVD)            | 28位                         |
| 7th                          | 2011年6月29日                | しんぱい                               | COCA-16500 (CD)              | 36位                         |
| 7th                          | 2011年6月29日                | しんぱい                               | COZA-581 (CD+DVD)            | 36位                         |
| -                            | 2011年11月2日                | フォーカス                             | 配信限定                     | -                            |
| -                            | 2012年4月28日                | ママモコモたいそう〜ほめてほめてのうた | 配信限定                     | -                            |
| 8th                          | 2012年5月23日                | new world                              | COCA-16587 (CD)              | 57位                         |
| 8th                          | 2012年5月23日                | new world                              | COZA-679 (CD+DVD)            | 57位                         |
| -                            | 2012年9月12日                | でもない feat. Shing02                 | 配信限定                     | -                            |
| 9th                          | 2013年10月23日               | ココ                                   | COCC-16793 (CD)              | 39位                         |
| 9th                          | 2013年10月23日               | ココ                                   | COCC-16794 (CD+DVD)          | 39位                         |

### 配信限定シングル
- 2009年5月13日 - オオカミ少年ケンのテーマ（ロッテ「Fit's」CMソング）[2]

2009年5月11日〜5月17日のレコチョクランキングで「オオカミ少年ケンのテーマ（ロッテ「Fit's」CMソング 佐藤健ver.）」が5位を記録した。

### アルバム
|                              | 発売日         | タイトル       | 規格品番            | チャート |
| オリコン                     | 発売日         | タイトル       | 規格品番            |          |
| ---------------------------- | -------------- | -------------- | ------------------- | -------- |
| -                            | 2007年4月4日   | ハロウ         | インターネット限定  | -        |
| Columbia Music Entertainment |                |                |                     |          |
| 1st                          | 2008年4月23日  | ブタベスト     | COCP-60003 (CD)     | 105位    |
| 1st                          | 2008年4月23日  | ブタベスト     | COCP-60002 (CD)     | 105位    |
| 2nd                          | 2009年6月3日   | ノウニウノウン | COCP-60070 (CD)     | 24位     |
| 2nd                          | 2009年6月3日   | ノウニウノウン | COZP-60068 (CD+DVD) | 24位     |
| 日本コロムビア               |                |                |                     |          |
| 3rd                          | 2010年12月15日 | ナクナイ       | COCP-36553 (CD)     | 21位     |
| 3rd                          | 2010年12月15日 | ナクナイ       | COZP-487 (CD+DVD)   | 21位     |
| 4th                          | 2012年1月18日  | mitaina        | COCP-37196 (CD)     | 25位     |
| 4th                          | 2012年1月18日  | mitaina        | COZA-679 (CD+DVD)   | 25位     |
| 5th                          | 2012年10月24日 | wordwide       | COCP-37599 (CD)     | 23位     |
| 5th                          | 2012年10月24日 | wordwide       | COZP-717 (CD+DVD)   | 23位     |
| 5th                          | 2012年10月24日 | wordwide       | COZP-719 (CD+DVD)   | 23位     |
| 6th                          | 2013年12月18日 | love and pain  | COCP-38339 (CD)     | 54位     |
| 6th                          | 2013年12月18日 | love and pain  | COZP-822 (CD+DVD)   | 54位     |

### その他アルバム
|                  | 発売日           | タイトル         | 規格品番           | チャート         |
| オリコン         | 発売日           | タイトル         | 規格品番           |                  |
| VITALITY RECORDS | VITALITY RECORDS | VITALITY RECORDS | VITALITY RECORDS   | VITALITY RECORDS |
| ---------------- | ---------------- | ---------------- | ------------------ | ---------------- |
| ミニ             | 2003年12月17日   | ひとりあそび     | MTCL-9004 (CD)     | -                |
| ミニ             | 2005年1月19日    | 人のいろは       | BBR-2002 (CD)      | -                |
| 日本コロムビア   |                  |                  |                    |                  |
| ベスト           | 2014年3月26日    | tamuLAPIN        | COCP-38479 (CD)    | 78位             |
| ベスト           | 2014年3月26日    | tamuLAPIN        | COZP-900 (2CD+DVD) | 78位             |

### 参加作品
| 発売日         | アーティスト       | 収録アルバム                                          | 参加楽曲             | 備考                             |
| -------------- | ------------------ | ----------------------------------------------------- | -------------------- | -------------------------------- |
| 2011年5月18日  | V.A.               | MemorieS 〜Goodbye and Hello〜                        | - 天使のウィンク     | 松田聖子のトリビュート・アルバム |
| 2011年11月23日 | V.A.               | ランドセルデビュー 〜かけ算、ことわざ、ABCマスター!〜 | - ランドセルデビュー | -                                |
| 2014年1月29日  | 釘宮理恵・鈴村健一 | 京騒戯画〜コトと明恵のお茶の間通信〜                  | - ゲストを迎えて     | ラジオCD                         |

### 収録作品
| 発売日         | アーティスト | 収録アルバム                                        | 収録楽曲                   | 備考                                         |
| -------------- | ------------ | --------------------------------------------------- | -------------------------- | -------------------------------------------- |
| 2010年12月22日 | V.A.         | ドラマ「もやしもん」 オリジナル・サウンドトラック   | - SOS <TV SIZE>            | ドラマ『もやしもん』サウンドトラック         |
| 2012年12月5日  | V.A.         | 映画「今日、恋をはじめます」 オフィシャル・アルバム | - ぼくの                   | 映画『今日、恋をはじめます』サウンドトラック |
| 2013年3月27日  | V.A.         | TWO DAYS OFF                                        | - ST                       | -                                            |
| 2013年11月20日 | V.A.         | 京騒戯画 音楽集                                     | - ココ (TV SIZE)           | アニメ『京騒戯画』サウンドトラック           |
| 2014年1月29日  | V.A.         | 京騒戯画 歌暦-うたごよみ-                           | - ココ - ココ (album ver.) | アニメ『京騒戯画』サウンドトラック           |

## タイアップ
| 曲名                                              | タイアップ                                                                                  |
| ------------------------------------------------- | ------------------------------------------------------------------------------------------- |
| 責めないデイ                                      | テレビ東京系『給与明細』2007年10月度エンディングテーマ                                      |
| アミリオン                                        | ネット『Break Point!』2008年4月度エンディングテーマ                                         |
| お前ぶただな〜送らぬ手紙〜                        | 関西テレビ『ミュージャック』2008年4月度オープニングテーマ                                   |
| ぶっ飛ばすぞ                                      | 日本テレビ系『歌スタ!!』2008年4月の「お題歌」                                               |
| へぶん                                            | 関西テレビ『トミーズのはらぺこキッチン 極』テーマ曲                                         |
| フロウハロウ                                      | NTT DoCoMo四国CMソング                                                                      |
| ハレーション                                      | TBS系『COUNT DOWN TV』2008年7月度のオープニングテーマ                                       |
| ゼロ                                              | 映画『Genius Party Beyond』エンディングテーマ                                               |
| テレパシー                                        | NTT docomo四国CMソング                                                                      |
| ライ・クア・バード                                | テレビ東京系『怨み屋本舗 〜マインドコントロールの恐怖〜』エンディングテーマ                 |
| ちゃりんこ                                        | TBS系『王様のブランチ』2009年2・3月度エンディングテーマ                                     |
| ちょうどいいとこにいたい                          | LION「Banデオドラントパウダースプレー」TVCMソング                                           |
| ちょうどいいとこにいたい                          | YBC『ピヨ卵ワイド430』（月 - 金）エンディングテーマ                                         |
| イエローパワー                                    | ショートアニメーション『すぽんじニャーコ』テーマソング                                      |
| 噛むとフニャン （「狼少年ケンのテーマ」の替え歌） | ロッテ「Fit's」TVCMソング                                                                   |
| ジェットコースター                                | tvk『saku saku』2009年5月度エンディングテーマ                                               |
| ジェットコースター                                | STV『WE!TV』2009年5月度オープニングテーマ                                                   |
| ジェットコースター                                | テレビ東京系『ピラメキーノ』2009年6月度エンディングテーマ                                   |
| マウンテン                                        | テレビ朝日系『ご姉弟物語』オープニングテーマ                                                |
| マウンテン                                        | BS日テレ『ボウリング革命 P★League』第25戦 - 第27戦（2010年4月 - 9月放送）エンディングテーマ |
| バンブー                                          | tvk『saku saku』2010年2月度エンディングテーマ                                               |
| SOS                                               | フジテレビ『もやしもん（ドラマ）』オープニングテーマ                                        |
| ストーリーテラー                                  | ヒルサイドヴィラ シエル ヴェルトCMソング                                                    |
| マイホームタウン                                  | イオンモール倉敷イメージソング                                                              |
| でんきでエコラー                                  | 電気事業連合会「+e life lab.」メッセージソング                                              |
| ラフ                                              | TBS系『世界・ふしぎ発見!』エンディングテーマ                                                |
| ズンダ                                            | tvk『saku saku』2010年度オープニングテーマ                                                  |
| ズンダ                                            | tvk『saku saku』2010年10月度エンディングテーマ                                              |
| フレフレ                                          | 日本興亜損保「さすが、わたしの保険・安心」篇 CMソング                                       |
| きづく                                            | ハンバーグレストラン・びっくりドンキー「省農薬米」篇・「野菜」篇 CMソング                   |
| WARAW                                             | 株式会社ウインクル「それぞれのHAPPY PHOTOS」篇 CMソング                                     |
| ファイト                                          | ハンバーグレストラン・びっくりドンキー「ナチュラルビーフ」篇 CMソング                       |
| しんぱい                                          | TBS系『COUNT DOWN TV』2011年6月度エンディングテーマ                                         |
| 白い息                                            | tvk『saku saku』2011年12月度エンディングテーマ                                              |
| ランドセルデビュー                                | 協和「ふわりぃランドセル」CMソング                                                          |
| new world                                         | フジテレビ系『七人の敵がいる!〜ママたちのPTA奮闘記〜』主題歌                                |
| ヘニョリータ                                      | tvk『saku saku』2012年度オープニングテーマ                                                  |
| ふれる                                            | ライフ「スマイル大総力祭」テーマソング                                                      |
| ぼくの                                            | ファインエンターテイメント製作映画『今日、恋をはじめます』テーマソング                      |
| ココ                                              | バンプレスト/東映アニメーション製作アニメ『京騒戯画』オープニングテーマ                     |

## 提供作品
浮気者（SuG・武瑠）
- 「96」（作詞・作曲・編曲）

乙女新党
- 「とりことりことりこ」（作詞・作曲・編曲）

川咲さくら（CV：菅野真衣）
- 「もういいよ」（作詞・作曲・編曲）

剛力彩芽
- 「up!! up!!」（作詞）

私立恵比寿中学
- 「結果オーライ」（作詞・作曲・編曲）
- 「大人はわかってくれない」（作詞・作曲・編曲）
- 「誘惑したいや」（作詞・作曲・編曲）
- 「Dear Dear Dear」（作詞・作曲・編曲）
- 「テブラデスキー 〜青春リバティ〜」（作詞・編曲）
- 「ポップコーントーン」（作詞・作曲・編曲）
- 「ナチュメロらんでぶー」（作詞・作曲・編曲）
- 「感情電車」（作詞・作曲・編曲）
- 「COLOR feat.ももいろクローバーZ」（作詞・作曲・編曲）
- 「イエローライト」（作詞・作曲・編曲）

でんぱ組.inc
- 「アキハバライフ♪」（作詞・作曲）

豊崎愛生
- 「パタパ」（作詞・作曲・編曲）
- 「ディライト」（作詞・作曲・編曲）

中川翔子
- 「イイヨね」（作詞･編曲）

bump.y
- 「ともだち」（作詞・作曲）

マジカル・パンチライン
- 「手のひらがえし」（作詞）

松平健
- 「マツケンカレー」（作詞）
- 「マツケンサンバ4 〜情熱のサルサ〜」（共作詞・共作曲）（作詞は菅原万吾、作曲は北川勝利と共作）

THE IDOLM@STER関連
- 「あいくるしい」（作詞・作曲・編曲）
- 「始めのDon't worry」（作詞・作曲・編曲）
- 「HARURUNRUN」（作詞・作曲・編曲）

## ラジオ番組
- PAN PAN FACTORY（α-station）
- Brandnew WAVE（Brandnew J J-WAVE）
- MUSIC WONDERLAND（Brandnew J J-WAVE）
- たむらじゃナイト（CBCラジオ）